# James Caspers
James Caspers es un deportista estadounidense que compitió en tiro con arco, en la modalidad de arco recurvo. Ganó tres medallas en el Campeonato Mundial de Tiro con Arco al Aire Libre, en los años 1958 y 1959.

## Palmarés internacional
| Campeonato Mundial al Aire Libre | Campeonato Mundial al Aire Libre | Campeonato Mundial al Aire Libre | Campeonato Mundial al Aire Libre |
| Año                              | Lugar                            | Medalla                          | Prueba                           |
| -------------------------------- | -------------------------------- | -------------------------------- | -------------------------------- |
| 1958                             | Bruselas (Bélgica)               | Medalla de bronce                | Equipo                           |
| 1959                             | Estocolmo (Suecia)               | Medalla de oro                   | Individual                       |
| 1959                             | Estocolmo (Suecia)               | Medalla de oro                   | Equipo                           |